# Pozsonyi IV. járás

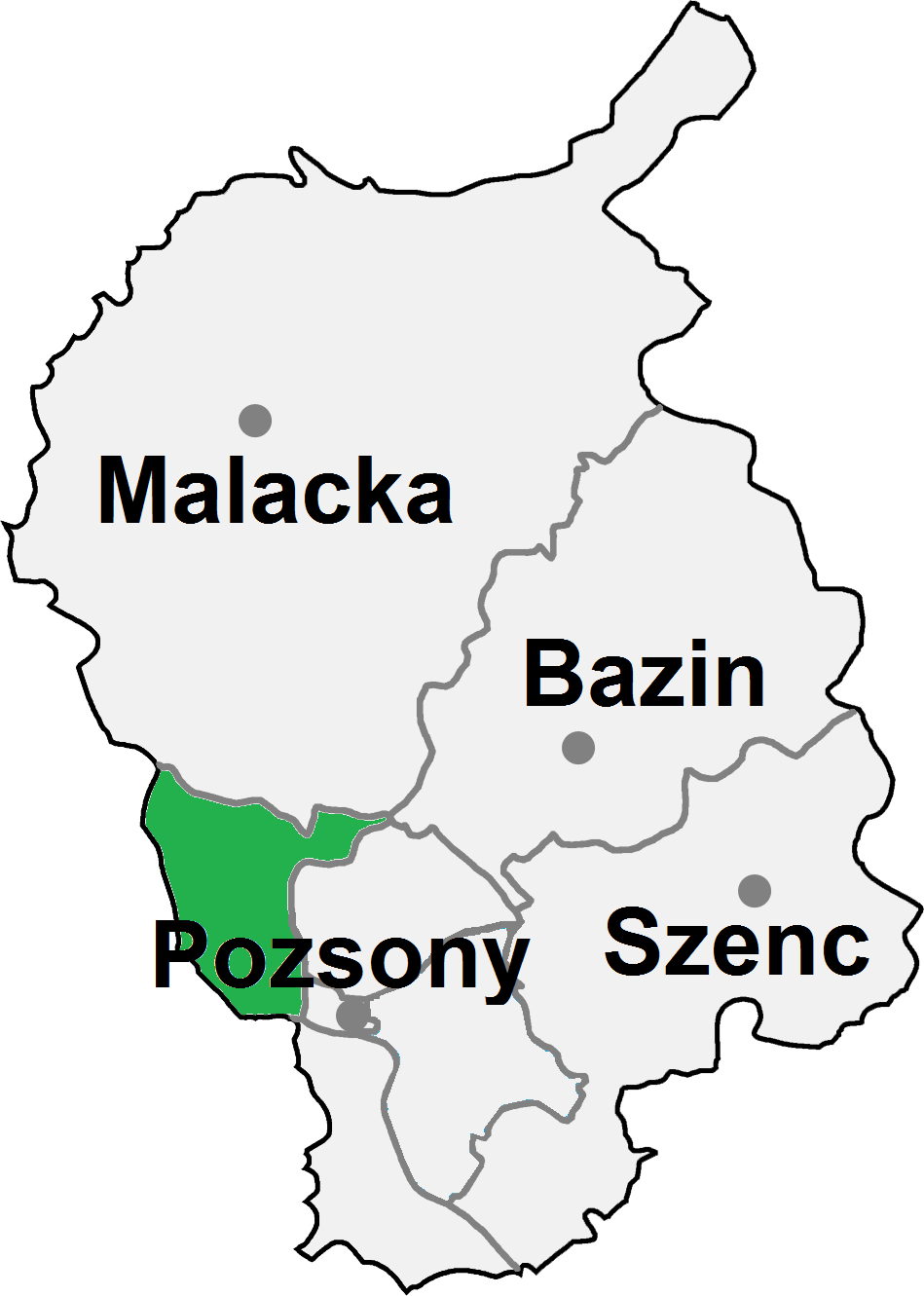
A Pozsonyi IV. járás fekvése a Pozsonyi kerületen belül

A Pozsonyi IV. járás (szlovákul Okres Bratislava IV) Szlovákia Pozsonyi kerületének közigazgatási területe, mely Pozsony városnak az Óvárostól északnyugatra eső területét foglalja magában.
Területe 97 km², lakossága 92 030 fő (2011).
Pozsony város következő részei tartoznak hozzá:
(Zárójelben a szlovák név szerepel.)
- Dévény (Devín)
- Dévényújfalu (Devínska Nová Ves)
- Károlyfalu (Karlova Ves)
- Lamacs (Lamač)
- Pozsonybeszterce (Záhorská Bystrica)
- Pozsonyhidegkút (Dúbravka)

## Népessége
| Év:            | 1994.  | 2004.   | 2014.   | 2024.    |
| -------------- | ------ | ------- | ------- | -------- |
| Emberek száma: | 94 550 | 92 926  | 94 554  | 105 137  |
| Eltérés:       |        | -1,71 % | +1,75 % | +11,19 % |

| Év:            | 2023.   | 2024.   |
| -------------- | ------- | ------- |
| Emberek száma: | 105 043 | 105 137 |
| Eltérés:       |         | +0,08 % |